# A befejezetlen mondat
A befejezetlen mondat Déry Tibor 1947-ben megjelent regénye. 
A regény megírásának Déry 1933 szentestéjén állt neki a bécsi Café de France-ban. Habár ezt a különböző kiadások nem mindig tükrözik, és magából a regényszövegből sem igazán derül ki, Déry három szakaszban írta meg művét: az első kötetet (I–IV. fejezet) 1934 nyarának közepéig írta – eleinte bécsi emigrációban, majd az osztrák polgárháború miatt már Budapesten fejezte be –, a másodikat (V–IX. fejezet) 1934 őszétől a következő év nyaráig Mallorcán, a harmadik (X–XIX. fejezet) pedig, egy viszonylag hosszú szünet után, 1937 novembere és 1938 tavasza között született meg. A regény cselekménye nagyjából a megírás idején játszódik.

### Cselekmény
A regény egy Csáky utcai kocsmában kezdődik 1933-ban, karácsony előtt. A kocsmában a  város különböző rétegei gyűlnek össze, a trösztigazgató fiától, Parcen-Nagy Lőrinctől kezdve a munkásosztály gyanús külsejű alakjaiig. Két héttel később ugyanezen a helyszínen Parcen-Nagy Lőrinc tanúja lesz annak, hogy barátja, Vidovics Miklós provokálni próbálja a helyiségben összegyűlt munkásokat azzal, hogy levágja a nyakkendőjüket. Később Lőrinc az incidensben érintett egyik munkást, Markot Bélát holtan találja a Wahrmann utcában.

### Irodalmi megítélés
Németh Andor Széljegyzetek egy nagy regényhez című 1947-es recenziójában Thomas Mann A varázshegy és Marcel Proust Az eltűnt idő nyomában című regényeihez hasonlította A befejezetlen mondatot. Lukács György Németh cikkére 1949-ben írt válaszában úgy fogalmazott, hogy a „regényt tartalma, alak- és társadalomrajza arra predesztinálná, hogy valamikor mindennapos kedvelt olvasmány legyen a tudatossá és műveltté fejlődött magyar dolgozóknak”, ugyanakkor „a megírás stílusa nem sietteti és nem könnyíti, hanem nehezíti és lassítja ezt a találkozást”.
Heller Ágnes 1996-os Zsidótlanítás a magyar irodalomban című előadásában Déry regényét is elemzi. Értelmezése szerint Déry „elfeledkezik arról, hogy zsidótlanította hőseit, s hogy ezzel mind szociológiailag, mind pszichológiailag valószínűtlenné tette őket”, a Parcen-Nagy család és Krausz Évi figurájának zsidótlanítása pedig „ellentmondott az írói szándéknak, s magát a stílust tűzdelte meg kiküszöbölhetetlenül hamis hangokkal”.

### Kiadások és fordítások

#### Magyar kiadások
- 1–3. kötet, Budapest, Hungária, 1947.
- Budapest, Hungária, 1949.
- 1–3. kötet, Budapest, Szépirodalmi, 1957.
- Budapest, Szépirodalmi – Zrínyi, 1963.
- 1–2. kötet, Budapest, Szépirodalmi, 1974.
- 1–2. kötet, Bukarest, Kriterion, 1978.
- Bratislava – Budapest, Madách – Szépirodalmi, 1980.
- 1–2. kötet, Budapest, Ciceró, 2006.
- Budapest, Digitális Irodalmi Akadémia, 2017.

#### Fordítások
- Der unvollendete Satz, ford. Ita Szent-Iványi és Resi Flierl (Berlin, Volk und Welt, 1954)
- Der unvollendete Satz, ford. Charlotte Ujlaky (Frankfurt am Main, S. Fischer, 1962) – újrakiadva 1986-ban
- La phrase inachevée, ford. Claudine Comte, Monique Fougerousse, Ladislas Gara, Geneviève Idt és Georges Kassai (Paris, Albin Michel, 1966)
- Nedovršena rečenica, ford. Irena Stefanovič (Beograd, Prosveta, 1969)
- Nedokončená věta 1–2, ford. Anna Valentová (Praha, Odeon, 1980)
- La frase inacabada, ford. Cserháti Éva (kézirat)[7]

A befejezetlen mondat idegennyelvű kiadásai
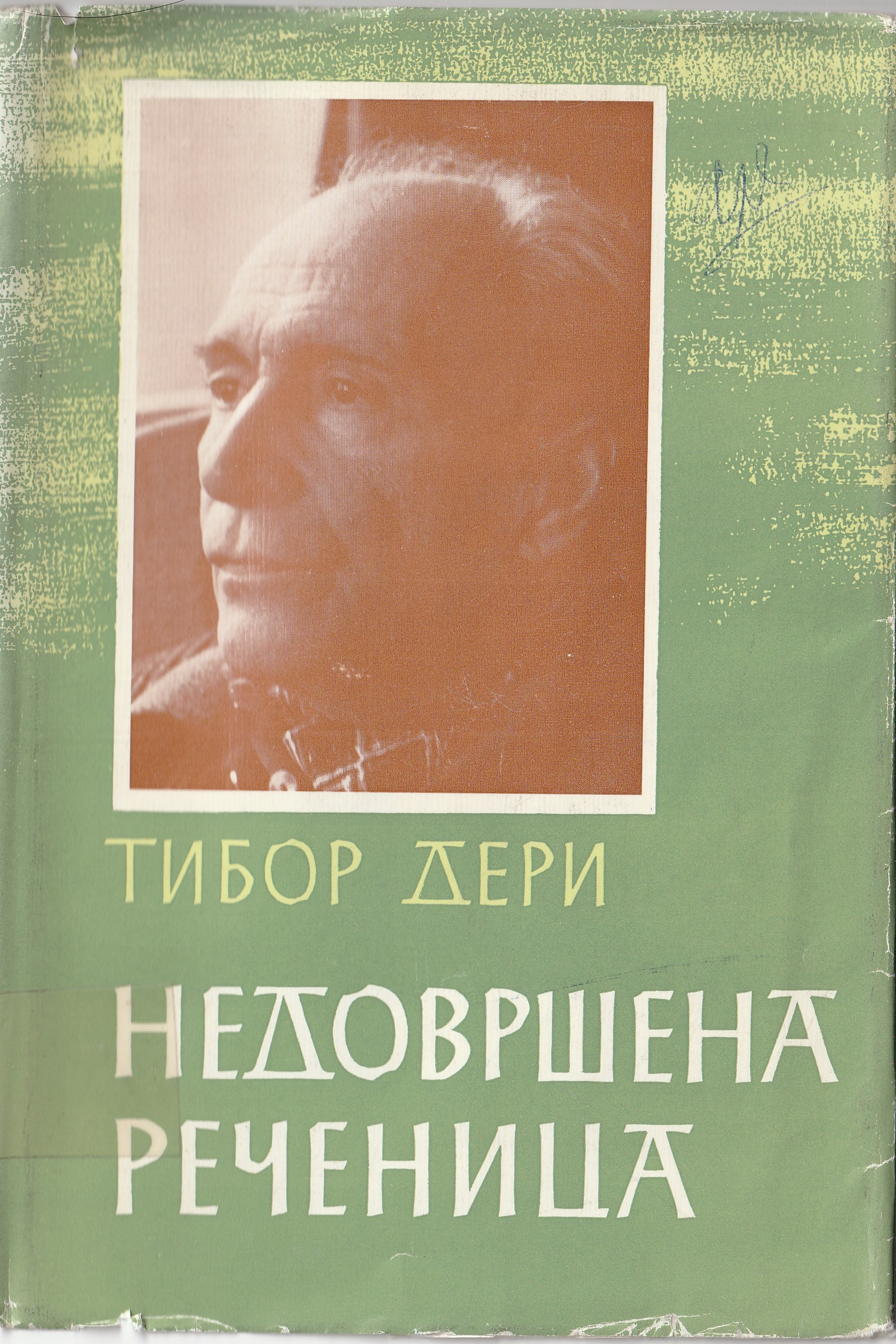
A regény szerb kiadása (1969)
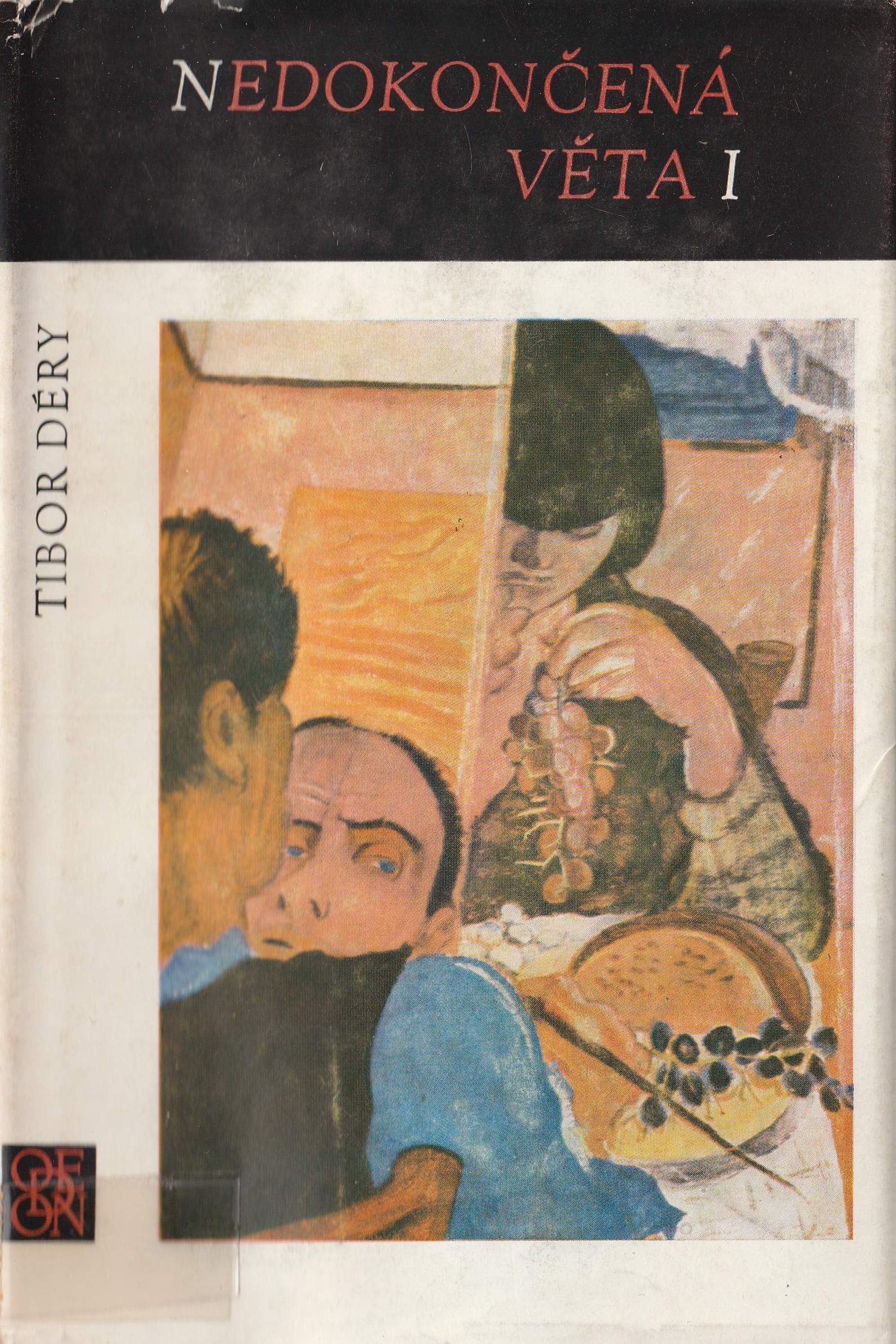
A regény cseh kiadásának (1980) első kötete, címlapján Derkovits Gyula Szőlőevők című festményével
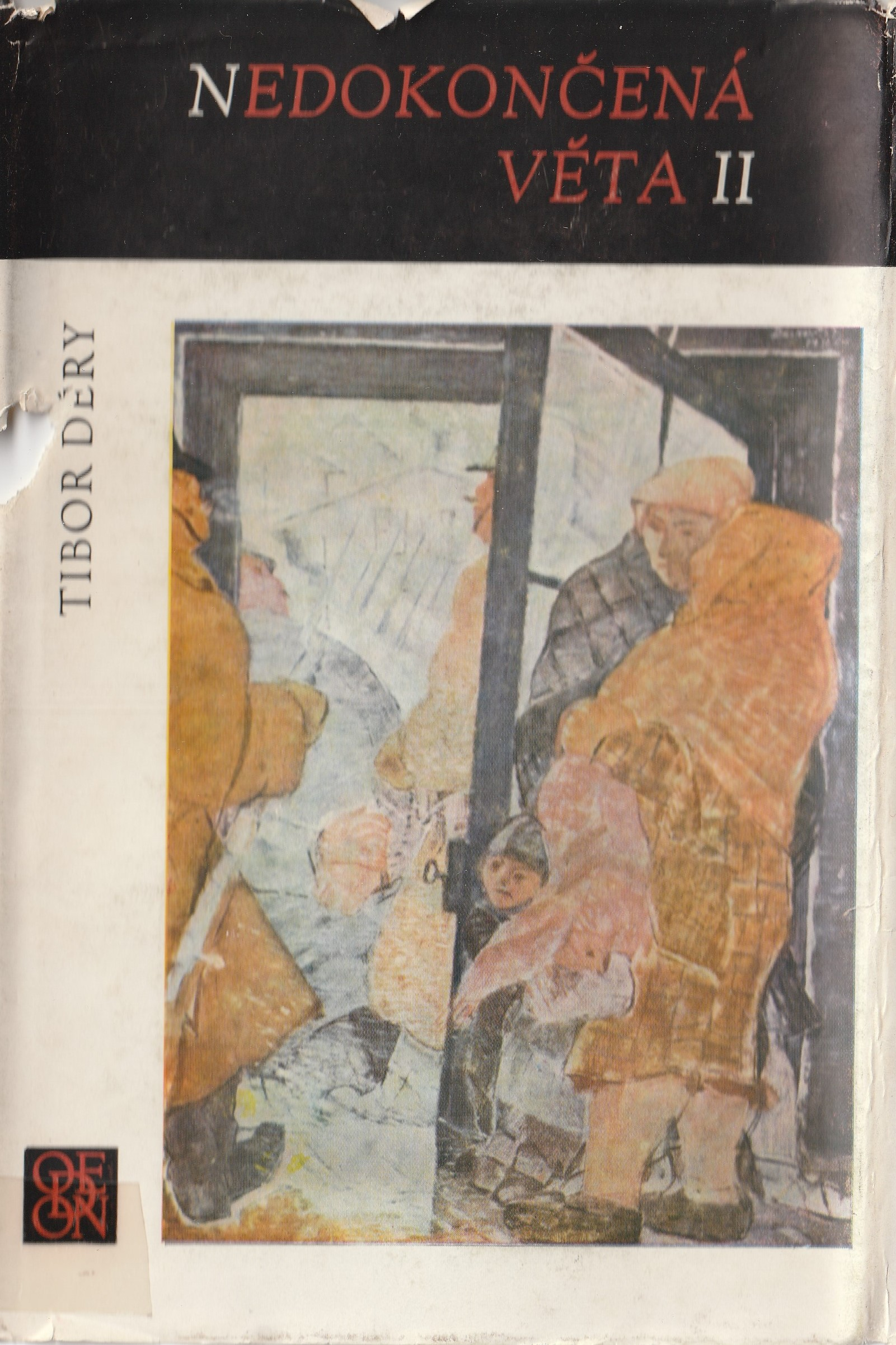
A regény cseh kiadásának (1980) második kötete, címlapján Derkovits Téli viharban című festményével
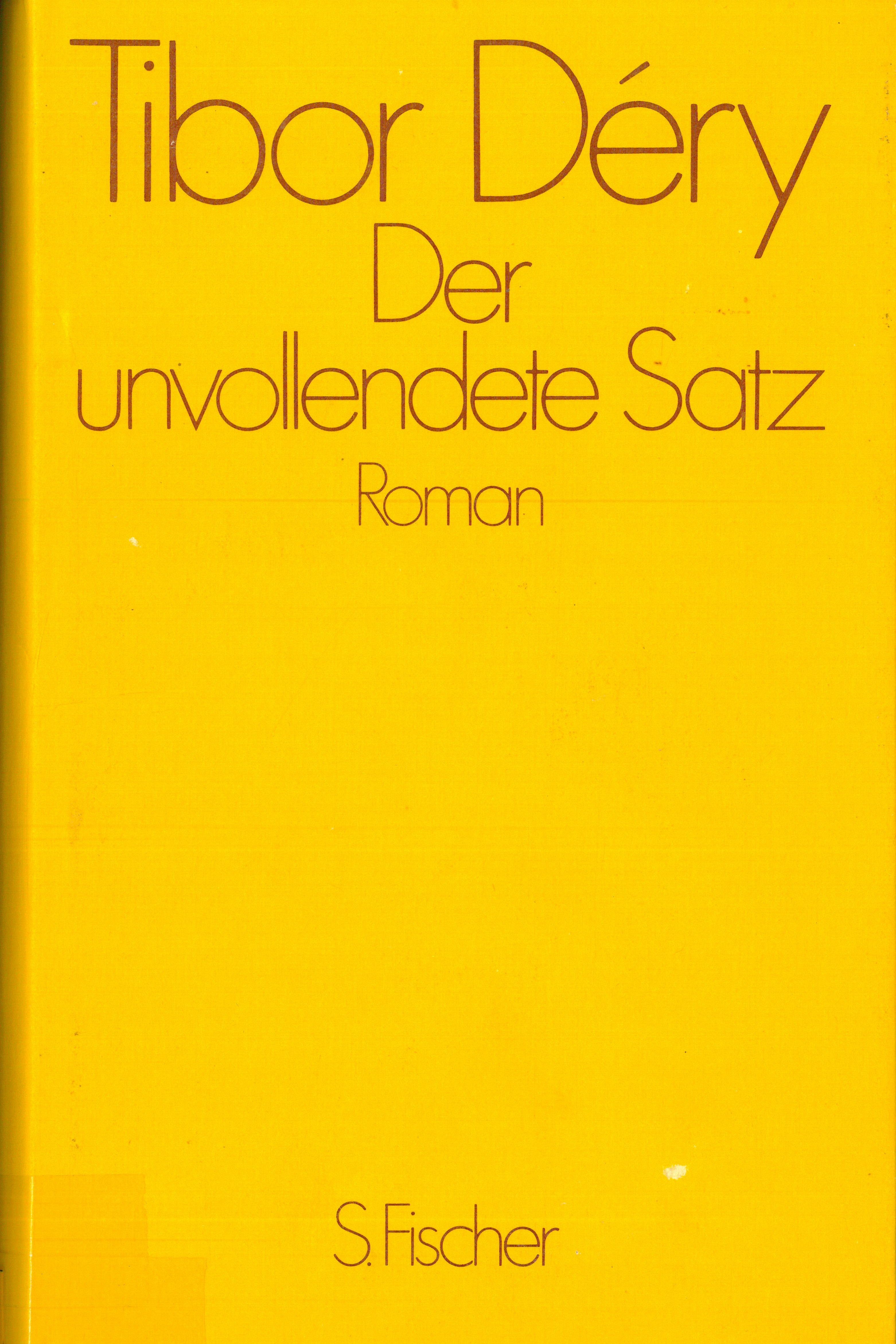
A regény harmadik német kiadása (1986)

### Filmváltozat
A regényből Fábry Zoltán 141 perc a befejezetlen mondatból címmel készített filmes feldolgozást 1974–1975-ben. 